# برگفلد
برگفلد (به آلمانی: Bergfeld) یک شهر در آلمان است که در گیفهورن واقع شده‌است. برگفلد ۹۱۹ نفر جمعیت دارد.